# Creoleon maurus
Creoleon maurus är en insektsart som beskrevs av Navás 1923. Creoleon maurus ingår i släktet Creoleon och familjen myrlejonsländor. Inga underarter finns listade i Catalogue of Life.